# 2552 Ремек
2552 Ремек (2552 Remek) — астероїд головного поясу, відкритий 24 вересня 1978 року.
Тіссеранів параметр щодо Юпітера — 3,685.
Названо на честь Владимира Ремека (чеськ. Vladimír Remek; нар. 1948) — першого льотчика-космонавта Чехословаччини